# Morti il 30 aprile
| Questa pagina contiene informazioni ricavate automaticamente dalle voci biografiche con l'ausilio del template Bio e di un bot. L'aggiornamento è periodico e automatico e ricostruisce completamente la pagina. Se manca una persona in questa lista, sei pregato di non aggiungerla, ma accertati piuttosto che la sua voce biografica contenga il template Bio e che i dati anagrafici siano correttamente compilati. Se il template Bio manca, inseriscilo tu stesso o, in alternativa, metti l'avviso {{tmp\|Bio}} che ne segnala la mancanza. Se i dati riportati sono sbagliati, correggi direttamente la voce biografica; le modifiche saranno visibili in questa lista entro pochi giorni. Per chiarimenti vedi il progetto biografie. La lista contiene solo le 512 persone che sono citate nell'enciclopedia e per le quali è stato implementato correttamente il template Bio. Pagina aggiornata al 5 ago 2025. |

## I secolo(1)
- 65 - Marco Anneo Lucano, poeta latino (n. 39)

## IV secolo(1)
- 394 - Donato di Eurea, vescovo e santo greco antico

## VI secolo(1)
- 535 - Amalasunta, regina ostrogota

## VII secolo(3)
- 605 - Pietro Levita, beato italiano
- 653 - Onorio di Canterbury, vescovo e santo britannico
- 693 - Earconvaldo di Londra, vescovo e abate inglese

## VIII secolo(1)
- 783 - Ildegarda (n. 758)

## IX secolo(2)
- 803 - Niceta Trifillio, funzionario e generale bizantino
- 819 - Marco II di Alessandria, arcivescovo cristiano orientale egiziano

## XI secolo(4)
- 1002 - Eccardo I di Meißen, nobile tedesco (n. 932)
- 1030 - Mahmud di Ghazna, re turco (n. 971)
- 1047 - Teodorico II di Lussemburgo, vescovo cattolico tedesco
- 1063 - Song Renzong, imperatore cinese (n. 1010)

## XII secolo(3)
- 1127 - Gualfardo di Verona, monaco cristiano tedesco
- 1139 - Rainulfo di Alife, nobile normanno
- 1170 - Gastone V di Béarn, nobile francese

## XIV secolo(4)
- 1305 - Ruggero da Fiore, mercenario italiano (n. 1267)
- 1315 - Enguerrand de Marigny, giurista francese (n. 1260)
- 1341 - Giovanni III di Bretagna, sovrano (n. 1286)
- 1389 - Michele Berti da Calci, religioso italiano

## XV secolo(5)
- 1439 - Richard de Beauchamp, XIII conte di Warwick, militare e politico inglese (n. 1382)
- 1467 - Giovanni di Valois-Angoulême, conte (n. 1399)
- 1477 - Raffaello della Rovere, italiano (n. 1423)
- 1478 - Jacopo de' Pazzi, politico italiano (n. 1423)
- 1484 - Giovanni di Braganza, nobile portoghese (n. 1430)

## XVI secolo(12)
- 1503 - Vicente Sodré, militare e esploratore portoghese
- 1513 - Edmund de la Pole, III duca di Suffolk, nobile britannico
- 1524 - Pierre Terrail de Bayard, condottiero e cavaliere medievale francese
- 1533 - Giovanni Giorgio del Monferrato, marchese (n. 1488)
- 1544 - Thomas Audley, I barone Audley di Walden, politico britannico
- 1550 - Tabinshwehti, sovrano birmano (n. 1516)
- 1563 - Henry Stafford, I barone Stafford, nobile inglese (n. 1501)
- 1568 - Ludovico Simonetta, cardinale e vescovo cattolico italiano
- 1574 - Annibal de Coconas, militare italiano
- 1574 - Joseph Boniface de La Môle, francese (n. 1530)
- 1583 - Jacopo Bozzetto, architetto italiano (n. 1521)
- 1585 - Francesco del Tadda, scultore italiano (n. 1497)

## XVII secolo(18)
- 1625 - Benedetto da Urbino, presbitero e predicatore italiano (n. 1560)
- 1629 - Hendrik Faydherbe, scultore e poeta fiammingo (n. 1574)
- 1631 - Luisa Margherita di Lorena, nobildonna francese (n. 1588)
- 1632 - Sigismondo III di Polonia, re svedese (n. 1566)
- 1632 - Johann Tserclaes, conte di Tilly, generale tedesco (n. 1559)
- 1637 - Niwa Nagashige, militare giapponese (n. 1571)
- 1641 - Sidi al-Ayashi, marocchino (n. 1563)
- 1642 - Dmitrij Michajlovič Požarskij, militare russo (n. 1577)
- 1647 - Georgius Candidius, missionario olandese (n. 1597)
- 1655 - Eustache Le Sueur, pittore francese (n. 1616)
- 1671 - Fran Krsto Frankopan, scrittore e politico croato (n. 1643)
- 1671 - Ferenc II Nádasdy, militare ungherese (n. 1623)
- 1672 - Maria dell'Incarnazione Guyart, religiosa francese (n. 1599)
- 1678 - Sigismondo Chigi, cardinale italiano (n. 1649)
- 1681 - Damien de Martel, marchese de la Porte, ammiraglio francese (n. 1607)
- 1692 - Abraham van Westerveld, pittore e disegnatore olandese
- 1693 - Michele Perrone, scultore italiano (n. 1633)
- 1696 - Robert Plot, naturalista britannico (n. 1640)

## XVIII secolo(23)
- 1712 - Philipp van Limborch, teologo olandese (n. 1633)
- 1719 - Lorenzo Minei, compositore italiano (n. 1651)
- 1728 - Jacob Heinrich von Flemming, politico e generale tedesco (n. 1667)
- 1731 - Johann Ludwig Bach, musicista, violinista e compositore tedesco (n. 1677)
- 1734 - Grzegorz Gerwazy Gorczycki, compositore polacco
- 1736 - Johann Albert Fabricius, bibliografo e bibliotecario tedesco (n. 1668)
- 1742 - Johann Kaspar II Cobenzl, nobile austriaco (n. 1664)
- 1751 - Peter Lacy, generale irlandese (n. 1678)
- 1752 - Carlo Filiberto II d'Este, nobile (n. 1678)
- 1754 - Maria Teresa Felicita d'Este, nobile italiana (n. 1726)
- 1755 - Jean-Baptiste Oudry, pittore, incisore e disegnatore francese (n. 1686)
- 1759 - François d'Agincourt, clavicembalista, organista e compositore francese (n. 1683)
- 1761 - Jean Duvivier, medaglista belga (n. 1687)
- 1766 - Thomas Pakenham, I barone di Longford, politico irlandese (n. 1713)
- 1768 - Tommaso Porta, pittore italiano
- 1775 - Peter Harrison, architetto britannico (n. 1716)
- 1782 - Jean-Denis Dupré, ballerino francese (n. 1706)
- 1782 - Thomas Patch, pittore e incisore britannico (n. 1725)
- 1784 - François-Charles de Velbruck, vescovo cattolico e nobile tedesco (n. 1719)
- 1792 - John Montagu, IV conte di Sandwich, nobile, militare e ammiraglio britannico (n. 1718)
- 1793 - Lorenzo Fago, compositore e organista italiano (n. 1704)
- 1795 - Jean-Jacques Barthélemy, scrittore, numismatico e archeologo francese (n. 1716)
- 1796 - Francesca Korwin-Krasińska, nobildonna polacca (n. 1742)

## XIX secolo(65)
- 1807 - Vincenzo Labini, arcivescovo cattolico italiano (n. 1735)
- 1809 - Henry Pearce, pugile inglese (n. 1777)
- 1811 - Charles Antoine Liébault, militare francese (n. 1771)
- 1817 - Romoaldo Braschi-Onesti, cardinale italiano (n. 1753)
- 1821 - Benderli Ali Pascià, politico ottomano (n. 1770)
- 1822 - Giacomo Baccari, presbitero e architetto italiano (n. 1756)
- 1827 - Larive, attore teatrale francese (n. 1747)
- 1831 - Giuseppe Berini, presbitero e naturalista italiano (n. 1746)
- 1831 - Elizabeth Spencer, nobile britannica (n. 1737)
- 1831 - Gurdon Saltonstall Mumford, politico statunitense (n. 1764)
- 1835 - Francesco Arese Lucini, nobile e patriota italiano (n. 1778)
- 1837 - Luisa Eleonora di Hohenlohe-Langenburg, nobildonna tedesca (n. 1763)
- 1837 - William Lyttelton, III barone Lyttelton, nobile e politico inglese (n. 1782)
- 1841 - Peter Andreas Heiberg, poeta danese (n. 1758)
- 1841 - Nina Giustiniani, nobildonna e patriota italiana (n. 1807)
- 1842 - Giuseppe Benedetto Cottolengo, presbitero italiano (n. 1786)
- 1843 - Gilbert Chabrol de Volvic, funzionario francese (n. 1773)
- 1846 - Francisco José Vicente Garcia Diego y Moreno, vescovo cattolico messicano (n. 1785)
- 1847 - Carlo d'Asburgo-Teschen, feldmaresciallo e scrittore austriaco (n. 1771)
- 1847 - Monaldo Leopardi, filosofo e politico italiano (n. 1776)
- 1849 - Aniello Criscuolo, poeta e militare italiano (n. 1827)
- 1851 - Gustav Kunze, entomologo e botanico tedesco (n. 1793)
- 1854 - Eusebio Bava, generale e politico italiano (n. 1790)
- 1854 - James Montgomery, poeta scozzese (n. 1771)
- 1855 - Henry Rowley Bishop, compositore inglese (n. 1786)
- 1857 - Mario Broglia, nobile, militare e politico italiano (n. 1796)
- 1857 - Maria di Hannover, nobile inglese (n. 1776)
- 1863 - Pierre Pélissier, poeta francese (n. 1814)
- 1863 - Christian von Steven, entomologo e botanico russo (n. 1781)
- 1863 - Jean Vilain, militare francese (n. 1836)
- 1864 - Georg Ludwig Friedrich Laves, architetto, ingegnere e urbanista tedesco (n. 1788)
- 1865 - Carl Bergmann, fisiologo, anatomista e biologo tedesco (n. 1814)
- 1865 - Robert FitzRoy, navigatore, esploratore e meteorologo britannico (n. 1805)
- 1868 - Stefano Braggio, politico italiano (n. 1795)
- 1869 - Théophile Thoré-Bürger, giornalista e critico d'arte francese (n. 1807)
- 1873 - Alexis Billiet, cardinale e politico italiano (n. 1783)
- 1874 - Giuseppe Balzaretto, architetto italiano (n. 1801)
- 1875 - Jean Frederic Waldeck, archeologo, esploratore e cartografo francese (n. 1766)
- 1876 - Giorgio Asproni, politico italiano (n. 1809)
- 1876 - Jean-Rémi Bessieux, missionario e vescovo cattolico francese (n. 1803)
- 1877 - Franz Heinrich Zitz, politico, rivoluzionario e avvocato tedesco (n. 1803)
- 1879 - Sarah Josepha Hale, scrittrice, attivista e editrice statunitense (n. 1788)
- 1881 - Pauline von Mallinckrodt, religiosa tedesca (n. 1817)
- 1882 - Maria di Waldeck e Pyrmont, principessa tedesca (n. 1857)
- 1883 - Édouard Manet, pittore francese (n. 1832)
- 1884 - Paolo Mercuri, incisore italiano (n. 1804)
- 1885 - Jens Peter Jacobsen, scrittore danese (n. 1847)
- 1886 - Agostino Bertani, medico, patriota e politico italiano (n. 1812)
- 1887 - William Orville Ayres, medico, ittiologo e ornitologo statunitense (n. 1817)
- 1887 - Léon Athanase Gosselin, chirurgo francese (n. 1815)
- 1887 - Jacob Christian Jacobsen, imprenditore e filantropo danese (n. 1811)
- 1889 - Ignatz von Kolisch, scacchista slovacco (n. 1837)
- 1889 - Carl Rosa, produttore teatrale tedesco (n. 1842)
- 1890 - Michele Ungaro, patriota, politico e magistrato italiano (n. 1819)
- 1891 - Joseph Leidy, paleontologo statunitense (n. 1823)
- 1892 - Aurelio Abela de la Torre, compositore di scacchi spagnolo (n. 1843)
- 1892 - Jean-Baptiste Frener, incisore, disegnatore e numismatico svizzero (n. 1821)
- 1893 - Arnaldo Cantani, medico e politico italiano (n. 1837)
- 1893 - Antonio Galli, artigiano e orologiaio italiano (n. 1822)
- 1894 - Frank Hatton, politico statunitense (n. 1846)
- 1896 - Antonio Cagnoni, compositore italiano (n. 1828)
- 1898 - Auguste Boullier, storico, letterato e politico francese (n. 1832)
- 1898 - Philip Hermogenes Calderon, pittore inglese (n. 1833)
- 1899 - Leopoldo Marenco, drammaturgo, librettista e latinista italiano (n. 1831)
- 1899 - Henry Charles FitzRoy Somerset, VIII duca di Beaufort, politico, ufficiale e nobile inglese (n. 1824)

## XX secolo(245)
- 1901 - William FitzClarence, II conte di Munster, nobile britannico (n. 1824)
- 1901 - Franz Susemihl, filologo classico tedesco (n. 1826)
- 1902 - Xavier de Montépin, scrittore francese (n. 1823)
- 1903 - François Crépin, botanico e paleontologo belga (n. 1830)
- 1905 - Charles Moore, botanico britannico (n. 1820)
- 1905 - Carlo Torretta, generale italiano (n. 1834)
- 1906 - Arnold Rikli, medico svizzero (n. 1823)
- 1907 - Luigi Conforti, poeta, critico letterario e saggista italiano (n. 1854)
- 1907 - Charles Howard Hinton, scrittore britannico (n. 1853)
- 1908 - Ciro Goiorani, scrittore e giornalista italiano (n. 1834)
- 1909 - Albert Langen, editore tedesco (n. 1869)
- 1910 - Emil Schürer, storico e teologo tedesco (n. 1844)
- 1911 - Stanislaw Brzozowski, filosofo, scrittore e critico letterario polacco (n. 1878)
- 1911 - Étienne-Louis Arthur Fallot, medico francese (n. 1850)
- 1912 - Pietro Wührer, patriota e imprenditore italiano (n. 1847)
- 1913 - Giuseppe Bracci Testasecca, ingegnere e politico italiano (n. 1853)
- 1914 - Isidoro Falchi, archeologo italiano (n. 1838)
- 1915 - Charles Walter De Vis, zoologo e ornitologo inglese (n. 1829)
- 1915 - Arturo Garzes, attore e drammaturgo italiano (n. 1856)
- 1916 - Salvatore Parpaglia, avvocato e politico italiano (n. 1831)
- 1916 - Paul Schlenther, critico teatrale, regista teatrale e drammaturgo tedesco (n. 1854)
- 1917 - John Joseph Malone, militare e aviatore canadese (n. 1894)
- 1917 - Gaston Salmon, schermidore belga (n. 1878)
- 1918 - Paolo Beccadelli di Bologna, nobile e politico italiano (n. 1852)
- 1918 - Amilcare Cipriani, patriota e anarchico italiano (n. 1844)
- 1918 - Charles Douglas-Home, XII conte di Home, nobile scozzese (n. 1834)
- 1918 - Joseph Doutrelepont, chirurgo e dermatologo tedesco (n. 1834)
- 1918 - Mary Maurice, attrice statunitense (n. 1844)
- 1919 - John Pentland Mahaffy, scrittore svizzero (n. 1839)
- 1919 - Gustavo di Thurn und Taxis, politico tedesco (n. 1888)
- 1921 - Willibald Gebhardt, dirigente sportivo, scienziato e chimico tedesco (n. 1861)
- 1921 - Kamures Kadın, ottomana (n. 1855)
- 1923 - Louis Léger, scrittore e traduttore francese (n. 1843)
- 1924 - Lelio Gaviglio, aviatore italiano (n. 1870)
- 1924 - Carlo Menon, imprenditore italiano (n. 1858)
- 1924 - Lodovico Zdekauer, archivista, giurista e storico ceco (n. 1855)
- 1925 - Guido Sampieri, fantino italiano (n. 1883)
- 1926 - Bessie Coleman, aviatrice statunitense (n. 1892)
- 1929 - Alfonso Arena, ufficiale italiano (n. 1882)
- 1929 - Felice Ramorino, latinista, saggista e traduttore italiano (n. 1852)
- 1929 - Birger Sjöberg, poeta e giornalista svedese (n. 1885)
- 1930 - John Peter Russell, pittore australiano (n. 1858)
- 1931 - Osvald Polívka, architetto ceco (n. 1859)
- 1933 - Friedrich Richard Adelbart Johow, botanico e micologo tedesco (n. 1859)
- 1933 - Wilf Low, calciatore scozzese (n. 1885)
- 1933 - Anna de Noailles, poetessa e romanziera francese (n. 1876)
- 1933 - Luis Miguel Sánchez Cerro, politico e generale peruviano (n. 1889)
- 1933 - Louis Van Hoeck, missionario e vescovo cattolico belga (n. 1870)
- 1934 - Lidija Semënovna Potechina, attrice russa (n. 1883)
- 1934 - William Henry Welch, medico statunitense (n. 1850)
- 1935 - Girolamo Brandolini, militare e politico italiano (n. 1870)
- 1935 - Luigi Tonta, ammiraglio italiano (n. 1874)
- 1936 - Alfred Edward Housman, poeta e filologo classico inglese (n. 1859)
- 1938 - Pirro Marconi, archeologo italiano (n. 1897)
- 1939 - Oskar Bye, ginnasta norvegese (n. 1870)
- 1939 - Vittorio Gottardi, scrittore e politico italiano (n. 1860)
- 1939 - Frank Haller, pugile statunitense (n. 1883)
- 1939 - Marcel Triboulet, calciatore francese (n. 1890)
- 1940 - Rosina Galli, ballerina italiana (n. 1892)
- 1941 - Edgar Aabye, tiratore di fune danese (n. 1865)
- 1941 - Edwin S. Porter, regista, direttore della fotografia e sceneggiatore statunitense (n. 1870)
- 1941 - Attilio Pusterla, pittore e decoratore italiano (n. 1862)
- 1942 - Guglielmo d'Assia-Philippsthal-Barchfeld, nobile (n. 1905)
- 1942 - Gioacchino Luigi Mellucci, ingegnere italiano (n. 1874)
- 1943 - Otto Jespersen, linguista e glottoteta danese (n. 1860)
- 1943 - Martha Beatrice Webb, economista e sociologa britannica (n. 1858)
- 1943 - Giacomo Zilocchi, scultore italiano (n. 1862)
- 1944 - Alda Costa, docente italiana (n. 1876)
- 1944 - John Leonard, giocatore di curling canadese (n. 1871)
- 1944 - Paul Poiret, stilista francese (n. 1879)
- 1944 - Bruno Rizzieri, partigiano e operaio italiano (n. 1918)
- 1945 - Dario Antonelli, militare italiano (n. 1911)
- 1945 - Eva Braun, fotografa tedesca (n. 1912)
- 1945 - William Darby, generale statunitense (n. 1911)
- 1945 - Luisa Ferida, attrice italiana (n. 1914)
- 1945 - Mendel Grossman, fotografo polacco (n. 1913)
- 1945 - Olivier Guinet, partigiano francese (n. 1920)
- 1945 - Adolf Hitler, politico austriaco (n. 1889)
- 1945 - Friedrich Kayßler, attore tedesco (n. 1874)
- 1945 - Otto Martwig, calciatore tedesco (n. 1903)
- 1945 - David Randall-MacIver, archeologo e egittologo inglese (n. 1873)
- 1945 - Renzo Suriani, operaio italiano (n. 1923)
- 1945 - Osvaldo Valenti, attore e militare italiano (n. 1906)
- 1945 - Alessandro Zannini, partigiano italiano (n. 1924)
- 1946 - Paride Baccarini, pittore, architetto e partigiano italiano (n. 1910)
- 1946 - Ferdinand Broili, geologo e paleontologo tedesco (n. 1874)
- 1946 - George Hepbron, arbitro di pallacanestro e dirigente sportivo statunitense (n. 1864)
- 1947 - Yngvar Bryn, velocista e pattinatore artistico su ghiaccio norvegese (n. 1881)
- 1947 - Francesc Cambó, politico e economista spagnolo (n. 1876)
- 1947 - Karl Rahm, militare austriaco (n. 1907)
- 1947 - Almroth Wright, batteriologo e immunologo britannico (n. 1861)
- 1948 - Franz Eichhorst, pittore e incisore tedesco (n. 1885)
- 1948 - Wilhelm von Thoma, generale tedesco (n. 1891)
- 1948 - Bartul Čulić, calciatore jugoslavo (n. 1907)
- 1949 - Gustaf Adolf Jonsson, tiratore a segno svedese (n. 1879)
- 1950 - Francesco Jovine, scrittore, giornalista e saggista italiano (n. 1902)
- 1951 - Nabawiyya Musa, politica egiziana (n. 1886)
- 1951 - Harry Warnken, ginnasta e multiplista statunitense (n. 1884)
- 1952 - Mildred Cable, missionaria e scrittrice britannica (n. 1878)
- 1952 - Giuseppe Lepri, zoologo italiano (n. 1870)
- 1952 - Joan Rubió, architetto spagnolo (n. 1871)
- 1953 - Lily Brayton, attrice inglese (n. 1876)
- 1953 - Alfonso Splendore, medico, batteriologo e igienista italiano (n. 1871)
- 1953 - Carlo Torrione, politico italiano (n. 1888)
- 1955 - Dave Peyton, cantautore, pianista e arrangiatore statunitense (n. 1889)
- 1956 - Alben W. Barkley, politico statunitense (n. 1877)
- 1956 - Modesto Denis, calciatore paraguaiano (n. 1901)
- 1957 - Jacques Souriau, illustratore e fumettista francese (n. 1886)
- 1957 - Clarence Walker, pugile sudafricano (n. 1898)
- 1958 - Ferruccio Jakomin, poeta italiano (n. 1930)
- 1958 - Carlo Lari, regista, critico teatrale e scrittore italiano (n. 1881)
- 1958 - Percy Nash, regista britannico (n. 1868)
- 1959 - Damir Feigel, scrittore e umorista sloveno (n. 1879)
- 1959 - Nagai Kafū, scrittore giapponese (n. 1879)
- 1960 - Virgilio Marchi, pittore, scenografo e architetto italiano (n. 1895)
- 1960 - Giorgio Polacco, direttore d'orchestra italiano (n. 1875)
- 1960 - José Razzano, cantante e compositore uruguaiano (n. 1887)
- 1961 - Dickie Dale, pilota motociclistico britannico (n. 1927)
- 1961 - Jean De Bie, calciatore belga (n. 1892)
- 1961 - Jessie R. Fauset, scrittrice, poetessa e saggista statunitense (n. 1882)
- 1962 - Jameson Adams, esploratore, meteorologo e militare britannico (n. 1880)
- 1962 - Tom Lieb, discobolo statunitense (n. 1899)
- 1962 - Axel Nordlander, cavaliere svedese (n. 1879)
- 1963 - Gustav Friedrich Hartlaub, storico dell'arte tedesco (n. 1884)
- 1963 - William C. Mellor, direttore della fotografia statunitense (n. 1903)
- 1963 - Bryant Washburn, attore e produttore cinematografico statunitense (n. 1889)
- 1964 - Paolo D'Ancona, storico dell'arte italiano (n. 1878)
- 1965 - Américo Belloto Varoni, violinista e direttore d'orchestra argentino (n. 1913)
- 1965 - Helen Chandler, attrice statunitense (n. 1906)
- 1965 - Oriolo Frezzotti, architetto e urbanista italiano (n. 1888)
- 1966 - Everett Case, allenatore di pallacanestro statunitense (n. 1900)
- 1966 - Richard Fariña, scrittore e cantautore statunitense (n. 1937)
- 1966 - Hussein Moukhtar, sollevatore egiziano (n. 1905)
- 1967 - Abrahão Saliture, pallanuotista e canottiere brasiliano (n. 1884)
- 1968 - Santi Manganaro Passanisi, imprenditore e dirigente sportivo italiano (n. 1914)
- 1968 - Benvenuto Terracini, linguista e glottologo italiano (n. 1886)
- 1969 - Jef Demuysere, ciclista su strada e ciclocrossista belga (n. 1907)
- 1969 - Eddie Kane, attore statunitense (n. 1889)
- 1970 - Alfredo Maria Cavagna, vescovo cattolico italiano (n. 1879)
- 1970 - Hall Johnson, attore e cantante statunitense (n. 1888)
- 1970 - Antonino Matranga, mafioso italiano (n. 1905)
- 1970 - Jacob Presser, storico, scrittore e docente olandese (n. 1899)
- 1970 - Inger Stevens, attrice svedese (n. 1934)
- 1971 - Luigi Riccio, calciatore italiano (n. 1901)
- 1971 - Albin Stenroos, maratoneta e mezzofondista finlandese (n. 1889)
- 1972 - Clara Campoamor, avvocata e politica spagnola (n. 1888)
- 1972 - Egidio Girelli, scultore italiano (n. 1878)
- 1972 - Joseph Ryan, canottiere statunitense (n. 1879)
- 1972 - Gia Scala, attrice britannica (n. 1934)
- 1973 - Faustina Bellin, religiosa italiana (n. 1904)
- 1973 - Ildebrando Tacconi, storico e critico letterario italiano (n. 1888)
- 1973 - Natalia Zarembina, scrittrice e giornalista polacca (n. 1895)
- 1974 - Ranieri Bustelli, illusionista italiano (n. 1898)
- 1974 - Ugo Marfuggi, generale italiano (n. 1889)
- 1974 - Agnes Moorehead, attrice statunitense (n. 1900)
- 1975 - Domenico Ciufoli, politico italiano (n. 1898)
- 1975 - Samuel Knutzen, dirigente sportivo e calciatore norvegese (n. 1892)
- 1975 - Gen Paul, pittore e incisore francese (n. 1895)
- 1976 - James Crawford, calciatore scozzese (n. 1904)
- 1976 - Milly Reuter, discobola e golfista tedesca (n. 1904)
- 1977 - Ludwig Bäte, scrittore, poeta e traduttore tedesco (n. 1892)
- 1977 - Angelo Giacomazzi, arrangiatore, direttore d'orchestra e compositore italiano (n. 1907)
- 1977 - Adolf Stelzer, calciatore svizzero (n. 1908)
- 1978 - Liane Augustin, cantante e attrice austriaca (n. 1927)
- 1978 - Luciano Mondolfo, attore e regista italiano (n. 1910)
- 1978 - Oreste Rosa, calciatore italiano (n. 1894)
- 1978 - Bruno Stefani, fotografo italiano (n. 1901)
- 1979 - Jaap Bulder, calciatore olandese (n. 1896)
- 1979 - Paul Massing, sociologo e agente segreto tedesco (n. 1902)
- 1979 - Sante Pollastri, criminale e anarchico italiano (n. 1899)
- 1980 - Sigurd Kander, velista svedese (n. 1890)
- 1980 - Mary McCarty, attrice e cantante statunitense (n. 1923)
- 1980 - Luis Muñoz Marín, poeta, giornalista e politico portoricano (n. 1898)
- 1981 - Paco Bienzobas, allenatore di calcio e calciatore spagnolo (n. 1909)
- 1981 - François Bordes, geologo, archeologo e scrittore di fantascienza francese (n. 1919)
- 1981 - Carl Gripenstedt, schermidore svedese (n. 1893)
- 1981 - Peter Huchel, scrittore tedesco (n. 1903)
- 1982 - Lester Bangs, critico musicale e musicista statunitense (n. 1948)
- 1982 - Carlo Crespi Croci, religioso italiano (n. 1891)
- 1982 - Taisen Deshimaru, monaco buddhista giapponese (n. 1914)
- 1982 - Rosario Di Salvo, attivista italiano (n. 1946)
- 1982 - Pio La Torre, politico e sindacalista italiano (n. 1927)
- 1983 - George Balanchine, coreografo e danzatore russo (n. 1904)
- 1983 - Domenico Furnò, paroliere italiano (n. 1892)
- 1983 - Joel Henry Hildebrand, chimico statunitense (n. 1881)
- 1983 - Muddy Waters, cantautore e chitarrista statunitense (n. 1913)
- 1984 - Michael Adeane, ufficiale britannico (n. 1910)
- 1984 - Otto Arosemena, politico ecuadoriano (n. 1925)
- 1984 - Mario Carlin, tenore italiano (n. 1915)
- 1984 - Giuseppe D'Alessandro, politico e medico italiano (n. 1915)
- 1984 - Rodrigo Lara Bonilla, avvocato e politico colombiano (n. 1946)
- 1984 - Jimmy Logie, calciatore e allenatore di calcio scozzese (n. 1919)
- 1984 - Zelda Schneersohn Mishkovsky, poetessa israeliana (n. 1914)
- 1985 - Ruggero Bauli, pasticciere e imprenditore italiano (n. 1895)
- 1985 - Alberto Bragaglia, pittore italiano (n. 1896)
- 1985 - Aurelio Ferrando, politico e partigiano italiano (n. 1921)
- 1985 - Edgar Mountain, mezzofondista britannico (n. 1901)
- 1985 - Mike Sangster, tennista britannico (n. 1940)
- 1985 - Scot Symon, calciatore e allenatore di calcio scozzese (n. 1911)
- 1985 - Jules White, regista e produttore cinematografico statunitense (n. 1900)
- 1986 - Robert Stevenson, regista, sceneggiatore e produttore cinematografico britannico (n. 1905)
- 1987 - Marc Aaronson, astronomo statunitense (n. 1950)
- 1988 - Man Mountain Mike, wrestler statunitense (n. 1940)
- 1988 - Alex Sanders, esoterista britannico (n. 1926)
- 1989 - Jacques Faggianelli, politico francese (n. 1901)
- 1989 - Sergio Leone, regista, sceneggiatore e produttore cinematografico italiano (n. 1929)
- 1989 - Pierre Lewden, altista francese (n. 1901)
- 1989 - Rita Livesi, attrice italiana (n. 1915)
- 1989 - Guy Williams, attore statunitense (n. 1924)
- 1990 - Helmut Berndt, ostacolista e slittinista tedesco (n. 1915)
- 1990 - Ken Chisholm, allenatore di calcio e calciatore scozzese (n. 1925)
- 1990 - Reidar Nyborg, fondista norvegese (n. 1923)
- 1990 - Mario Pizziolo, calciatore e allenatore di calcio italiano (n. 1909)
- 1990 - Antoine Vitez, regista teatrale, attore teatrale e attore cinematografico francese (n. 1930)
- 1991 - Ghislaine Dommanget, attrice teatrale francese (n. 1900)
- 1991 - André Fraigneau, scrittore, curatore editoriale e latinista francese (n. 1905)
- 1991 - Roy Seawright, effettista statunitense (n. 1905)
- 1992 - Toivo Kärki, compositore e musicista finlandese (n. 1915)
- 1993 - Mario Evaristo, calciatore argentino (n. 1908)
- 1993 - Angelo Grassi, hockeista su pista e allenatore di hockey su pista italiano (n. 1909)
- 1993 - Árpád Lengyel, nuotatore ungherese (n. 1915)
- 1993 - Ljubka Šorli, poetessa, scrittrice e insegnante slovena (n. 1910)
- 1994 - Take Asai, giapponese (n. 1902)
- 1994 - Carlo Nasalli Rocca di Corneliano, generale italiano (n. 1902)
- 1994 - Roland Ratzenberger, pilota automobilistico austriaco (n. 1960)
- 1994 - Richard Scarry, scrittore e illustratore statunitense (n. 1919)
- 1995 - Christopher Chadman, ballerino, coreografo e attore statunitense (n. 1948)
- 1996 - Juan Hohberg, calciatore e allenatore di calcio argentino (n. 1926)
- 1996 - Julio César Méndez Montenegro, politico guatemalteco (n. 1915)
- 1996 - David Opatoshu, attore e sceneggiatore statunitense (n. 1918)
- 1997 - Paolo Rosi, rugbista a 15, giornalista e telecronista sportivo italiano (n. 1924)
- 1997 - Vladimir Sucharev, velocista sovietico (n. 1924)
- 1998 - Nizar Qabbani, diplomatico, poeta e editore siriano (n. 1923)
- 1998 - Johanna Selbach, nuotatrice olandese (n. 1918)
- 1999 - Jacqueline Gallay, tennista francese (n. 1905)
- 1999 - Vera Gobbi Belcredi, pianista italiana (n. 1903)
- 1999 - Darrell Sweet, batterista britannico (n. 1946)
- 1999 - Angelo Tosato, biblista italiano (n. 1938)
- 1999 - Theresa Wallach, motociclista e scrittrice britannica (n. 1909)
- 2000 - Vasilīs Geōrgiadīs, regista e attore greco (n. 1921)
- 2000 - Poul Hartling, politico danese (n. 1914)
- 2000 - Marjorie Noël, cantante francese (n. 1945)
- 2000 - Luciano Tavazza, giornalista italiano (n. 1926)
- 2000 - Richard Tsimba, rugbista a 15 zimbabwese (n. 1965)
- 2000 - Léon Van Daele, ciclista su strada e pistard belga (n. 1933)

## XXI secolo(122)
- 2001 - Roberto Fazi, giornalista italiano (n. 1922)
- 2001 - Andreas Kupfer, calciatore tedesco (n. 1914)
- 2002 - Domenico Cieri, direttore di coro e musicologo italiano (n. 1935)
- 2002 - Charlotte von Mahlsdorf, antiquaria tedesca (n. 1928)
- 2003 - Possum Bourne, pilota di rally neozelandese (n. 1956)
- 2003 - Francesca Calvo, politica italiana (n. 1949)
- 2003 - Antônio Aureliano Chaves de Mendonça, politico brasiliano (n. 1929)
- 2003 - Chris Crowe, calciatore inglese (n. 1939)
- 2003 - Vasile Deheleanu, calciatore rumeno (n. 1910)
- 2003 - Amílcar Mesa, cestista uruguaiano (n. 1913)
- 2004 - Gianni Agnello, fumettista e pianista italiano (n. 1933)
- 2004 - Biagio Dreossi, calciatore italiano (n. 1931)
- 2004 - Evelyn Ntoko Mase, infermiera sudafricana (n. 1922)
- 2004 - Adolf Verschueren, ciclista su strada e pistard belga (n. 1922)
- 2005 - Sylve Bengtsson, allenatore di calcio e calciatore svedese (n. 1930)
- 2005 - Wim Esajas, mezzofondista surinamese (n. 1935)
- 2005 - Salvatore Massimino, imprenditore e dirigente sportivo italiano (n. 1932)
- 2005 - Ferdinando Palatucci, arcivescovo cattolico italiano (n. 1915)
- 2005 - Phil Rasmussen, aviatore statunitense (n. 1918)
- 2006 - Elio Bartolini, scrittore, saggista e poeta italiano (n. 1922)
- 2006 - Ciro De Vita, militare italiano (n. 1959)
- 2006 - Jean-François Revel, scrittore, giornalista e filosofo francese (n. 1924)
- 2006 - Corinne Rey-Bellet, sciatrice alpina svizzera (n. 1972)
- 2006 - Pramoedya Ananta Toer, scrittore e attivista indonesiano (n. 1925)
- 2007 - Simone De Florio, politico italiano (n. 1928)
- 2007 - Erich Hahn, calciatore tedesco (n. 1937)
- 2007 - Grégory Lemarchal, cantante francese (n. 1983)
- 2007 - Kevin Mitchell, giocatore di football americano statunitense (n. 1971)
- 2007 - Tom Poston, attore statunitense (n. 1921)
- 2007 - Gordon Scott, attore statunitense (n. 1926)
- 2007 - Zola Taylor, cantante statunitense (n. 1938)
- 2009 - Venetia Burney, docente britannica (n. 1918)
- 2009 - Iuliu Falb, schermidore rumeno (n. 1942)
- 2009 - McCoy McLemore, cestista statunitense (n. 1942)
- 2009 - Henk Nijdam, ciclista su strada e pistard olandese (n. 1935)
- 2009 - Elisa Penna, giornalista e fumettista italiana (n. 1930)
- 2010 - Paul Augustin Mayer, cardinale, arcivescovo cattolico e abate tedesco (n. 1911)
- 2011 - Renato Gandolfi, calciatore italiano (n. 1927)
- 2011 - Saif al-Arab Gheddafi, militare libico (n. 1982)
- 2011 - Harry S. Morgan, regista e produttore cinematografico tedesco (n. 1945)
- 2011 - Emilio Navarro, giocatore di baseball portoricano (n. 1905)
- 2011 - Armando Pizzo, giornalista e conduttore televisivo italiano (n. 1925)
- 2011 - Daniel Quillen, matematico statunitense (n. 1940)
- 2011 - Raffaella Rossi Manaresi, chimica italiana (n. 1924)
- 2011 - Ernesto Sabato, scrittore argentino (n. 1911)
- 2011 - Eddie Turnbull, allenatore di calcio e calciatore scozzese (n. 1923)
- 2011 - Pierre Viette, entomologo francese (n. 1921)
- 2012 - Alexandru Dincă, pallamanista rumeno (n. 1945)
- 2012 - Ernesto Esposito, compositore italiano (n. 1939)
- 2012 - Napoleón Flores, cestista filippino (n. 1931)
- 2012 - Andrew Levane, cestista e allenatore di pallacanestro statunitense (n. 1920)
- 2012 - George Murdock, attore statunitense (n. 1930)
- 2012 - Benzion Netanyahu, storico israeliano (n. 1910)
- 2012 - Alexander Dale Oen, nuotatore norvegese (n. 1985)
- 2012 - Warren Whitlinger, cestista statunitense (n. 1914)
- 2013 - Viviane Forrester, scrittrice, saggista e critica letteraria francese (n. 1925)
- 2014 - Roberto Mancini, poliziotto italiano (n. 1960)
- 2014 - Marsha Mehran, scrittrice iraniana (n. 1977)
- 2014 - Judi Meredith, attrice statunitense (n. 1936)
- 2014 - Larry Ramos, chitarrista e cantante statunitense (n. 1942)
- 2015 - Hyon Yong-chol, generale e politico nordcoreano (n. 1949)
- 2015 - Ben E. King, cantautore statunitense (n. 1938)
- 2015 - Gregory Mertens, calciatore belga (n. 1991)
- 2015 - Patachou, cantante e attrice francese (n. 1918)
- 2015 - Nigel Terry, attore britannico (n. 1945)
- 2016 - Daniel Berrigan, gesuita, attivista e scrittore statunitense (n. 1921)
- 2016 - Franco Di Giacomo, direttore della fotografia italiano (n. 1932)
- 2016 - Marisol Escobar, scultrice francese (n. 1930)
- 2016 - Guido Gillarduzzi, pattinatore di velocità su ghiaccio italiano (n. 1939)
- 2016 - Harold Kroto, chimico inglese (n. 1939)
- 2016 - Luciano Rimoldi, dirigente sportivo italiano (n. 1927)
- 2016 - Learco Saporito, politico italiano (n. 1936)
- 2017 - Alberto Galgano, ingegnere italiano (n. 1927)
- 2017 - Giuseppe Arpád d'Asburgo-Lorena, nobile (n. 1933)
- 2017 - Lorna Gray, attrice statunitense (n. 1917)
- 2017 - Ueli Steck, alpinista e arrampicatore svizzero (n. 1976)
- 2018 - Hector Albino Martini, militare argentino (n. 1931)
- 2018 - Filippo Gentiloni, giornalista e saggista italiano (n. 1924)
- 2018 - Janice Murphy, nuotatrice australiana (n. 1942)
- 2018 - Vittorio Strada, slavista e critico letterario italiano (n. 1929)
- 2018 - Jomarie Ward, attrice statunitense (n. 1935)
- 2019 - Anémone, attrice francese (n. 1950)
- 2019 - Eros Bellinelli, giornalista, autore televisivo e conduttore televisivo svizzero (n. 1920)
- 2019 - Beth Carvalho, cantante, politica e compositrice brasiliana (n. 1946)
- 2019 - Zaurbek Chromaev, allenatore di pallacanestro ucraino (n. 1947)
- 2019 - Luciano Comaschi, calciatore e allenatore di calcio italiano (n. 1931)
- 2019 - Peter Mayhew, attore britannico (n. 1944)
- 2019 - Emilio Sanna, scrittore e giornalista italiano (n. 1928)
- 2020 - Tony Allen, batterista nigeriano (n. 1940)
- 2020 - Óscar Chávez, cantante e attore messicano (n. 1935)
- 2020 - Reuven Fecher, cestista israeliano (n. 1933)
- 2020 - Rishi Kapoor, attore indiano (n. 1952)
- 2020 - Sam Lloyd, attore, musicista e cantante statunitense (n. 1963)
- 2020 - Manuel Vieira Pinto, arcivescovo cattolico portoghese (n. 1923)
- 2021 - Claudia Barrett, attrice statunitense (n. 1929)
- 2021 - Eli Broad, imprenditore e filantropo statunitense (n. 1933)
- 2021 - Anthony Payne, compositore inglese (n. 1936)
- 2021 - Pio Vittorio Vigo, arcivescovo cattolico italiano (n. 1935)
- 2022 - Ricardo Alarcón de Quesada, politico e diplomatico cubano (n. 1937)
- 2022 - Ron Galella, fotografo statunitense (n. 1931)
- 2022 - Marthe Gautier, cardiologa e pediatra francese (n. 1925)
- 2022 - Naomi Judd, cantante statunitense (n. 1946)
- 2022 - Bob Krueger, politico e diplomatico statunitense (n. 1935)
- 2022 - Mino Raiola, procuratore sportivo italiano (n. 1967)
- 2022 - Gabe Serbian, batterista, chitarrista e cantante statunitense (n. 1977)
- 2023 - Italo Bianchi, religioso e compositore italiano (n. 1936)
- 2023 - Ralph Boston, lunghista statunitense (n. 1939)
- 2023 - Sebastiano Burgaretta Aparo, politico italiano (n. 1933)
- 2023 - Luis Larrosa, cestista uruguaiano (n. 1958)
- 2023 - Fabrizio Pasquero, giornalista e autore televisivo italiano (n. 1937)
- 2023 - César Vittorelli, cestista peruviano (n. 1946)
- 2024 - Paul Auster, scrittore, saggista e poeta statunitense (n. 1947)
- 2024 - Renato De Fusco, architetto, designer e teorico dell'architettura italiano (n. 1929)
- 2024 - Duane Eddy, musicista e chitarrista statunitense (n. 1938)
- 2024 - Pino Pinelli, pittore italiano (n. 1938)
- 2024 - Mario Scarpa, calciatore italiano (n. 1949)
- 2024 - Stefano Stefani, politico e imprenditore italiano (n. 1938)
- 2024 - Uyunqimg, politica cinese (n. 1942)
- 2024 - Fabrizio Zardini, fondista e sciatore alpino italiano (n. 1967)
- 2025 - Inah Canabarro Lucas, religiosa e supercentenaria brasiliana (n. 1908)
- 2025 - Ferenc Mohácsi, canoista ungherese (n. 1929)
- 2025 - Jules Wijdenbosch, politico surinamese (n. 1941)

## Senza anno specificato(2)
- Aldebrando di Fossombrone, vescovo cattolico italiano (n. 1164)
- Goffredo II di Gâtinais, nobile